# NaN
Trong tin học, NaN, (viết tắt của từ tiếng Anh not a number - không phải số), là một giá trị của kiểu dữ liệu số, biểu diễn một giá trị không xác định hoặc không thể biểu diễn, nó thường gặp trong các phép tính dấu phẩy động. NaN được giới thiệu trong chuẩn dấu phẩy động IEEE 754 năm 1985, cùng với việc biểu diễn các số không đếm được như vô tận.
Có hai loại NaN: NaN tĩnh và tín hiệu NaN. NaN tĩnh dùng báo lỗi khi gặp một phép toán hoặc giá trị không hợp lệ, trong khi tín hiệu NaN có thể cung cấp những chức năng nâng cao như đại số máy tính hoặc những phép toán mở rộng trên số thực dấu phẩy động. Ví dụ 0/0 không được định nghĩa là một số thực, do đó nó được biểu diễn bằng NaN; căn bậc hai của một số âm là số ảo, không thể biểu diễn bằng một số thực dấu chấm động, do đó biểu diễn bằng NaN, NaN có thể được dùng để biểu diễn những giá trị còn thiếu trong tính toán